# Serhij Hryń (ur. 1994)
Serhij Witalijowycz Hryń, ukr. Сергій Віталійович Гринь (ur. 6 czerwca 1994 w Wołnowase, w obwodzie donieckim, Ukraina) – ukraiński piłkarz, grający na pozycji pomocnika lub napastnika.

## Kariera piłkarska

### Kariera klubowa
Wychowanek Akademii Piłkarskiej Szachtar Donieck, barwy której bronił w juniorskich mistrzostwach Ukrainy (DJuFL). Pierwszy trener Jurij Hreczannykow. 12 sierpnia 2011 rozpoczął karierę piłkarską w młodzieżowej drużynie Szachtara Donieck. 23 czerwca 2014 został wypożyczony do Illicziwca Mariupol. Po zakończeniu sezonu 2014/15 powrócił do Szachtara. 19 stycznia 2016 ponownie został wypożyczony do Illicziwca Mariupol. 2 września został wypożyczony do Olimpiku Donieck. 14 lipca 2017 został wypożyczony do Weresu Równe. 5 marca 2018 znów został wypożyczony, tym razem do Arsenału Kijów. 15 stycznia 2019 podpisał kontrakt z Vejle Boldklub. 22 maja 2019 opuścił Vejle.

### Kariera reprezentacyjna
Występował w juniorskich reprezentacjach Ukrainy U-17 i U-19. Od 2015 bronił barw młodzieżowej reprezentacji Ukrainy.